# 연양갱
연양갱(鍊羊羹)은 1945년에 해태제과에서 출시한 양갱이자 국내 최초로 출시한 과자이다.

## 같이 보기
- 해태제과식품
- 양갱